# Distretto di Alca
Il distretto di Alca è un distretto del Perù situato nella provincia di La Unión, regione di Arequipa.
Conta una popolazione di 2.169 abitanti al 2007.